# شرلوک هلمز جوان
شرلوک هلمز جوان (به انگلیسی: Young Sherlock Holmes) فیلمی محصول سال ۱۹۸۵ و به کارگردانی بری لوینسون است. در این فیلم بازیگرانی همچون نیکولاس رو، آلان کوکس، آنتونی هیگینز، سوفی وارد، راجر اشتون-گریفیتس، فردی جونز، نایجل استوک، برایان اولتون، سوزان فلیتوود، ندیم صوالحه، ویون چندلر، رالف تاباکین و مایکل هوردرن ایفای نقش کرده‌اند.